# Chou Tien-chen
Chou Tien-chen, född 8 januari 1990, är en taiwanesisk badmintonspelare.

## Karriär
Chou Tien-chen tog sig till semifinal is singel vid både OS 2016 och OS 2020. Vid VM 2022 tog han brons i singelturneringen.